# Colegiul Național Unirea din Turnu-Măgurele
Colegiul Național „Unirea” este un liceu în municipiul Turnu Măgurele, Județul Teleorman.

## Istorie
Liceul din Turnu Măgurele s-a înființat sub formă de gimnaziu cu numele de „Sfântul Haralambie” la 24 septembrie 1889, având o singură clasă și doi profesori, la 24 septembrie, același an, aceasta în urma intervenției Consiliului comunal. Între anii 1889 și 1894 gimnaziul a fost subvenționat de bugetul local și, începând cu 1894, a trecut la bugetul statului. A continuat sub formă de gimnaziu până în septembrie 1919, când a fost transformat în liceu cu „secție modernă” dand cei dintâi absolventi in iunie 1922.
Ca gimnaziu a funcționat în diferite clădiri particulare până în 1912 când s-a mutat în actualul local construit de Onor. Prefectură de Teleorman și donat apoi Onor. Minister al Instrucțiunii Publice.